# King Kong Théorie
King Kong Théorie è un saggio del 2006 della scrittrice femminista francese Virginie Despentes.

## Titolo
Il titolo di questo saggio è dichiaratamente un riferimento al film di Peter Jackson sulla creatura fantastica King Kong:
(Virginie Despentes, King Kong Théorie)

## Contenuti
King Kong Théorie è il primo saggio della scrittrice francese ma, come nelle sue opere letterarie e cinematografiche precedenti, torna a trattare - sempre in chiave femminista - temi quali lo stupro, la pornografia, la violenza e la prostituzione.
Il libro viene presentato dall'editore Grasset come un «manifesto del nuovo femminismo», definizione calzante in quanto Despentes tenta in questa opera di offrire un punto di vista quasi inedito rispetto alle teorie femministe delle precedenti generazioni: descrive infatti la femminilità come «l’arte del servilismo», usando l’immagine della King Kong Girl (ripresa dalla scimmia gigante del noto film di Peter Jackson) per rappresentare in forma metaforica il desiderio delle donne di fuggire dai confini della femminilità imposta.
Rifacendosi ad ideologie tipiche della cultura punk e punk-femminista, Despentes sostiene il diritto alla resistenza violenta: alle donne, afferma l'autrice, viene infatti insegnato a subire qualsiasi violenza senza difendersi, per non provocare e perché la violenza "è percepita come virile, riservata agli uomini". Facendo riferimento alle critiche ricevute dopo la pubblicazione del suo romanzo Baise-moi, per la maggior parte incentrate sul fatto che esprimesse una rabbia ed una violenza estreme per essere scritto da una donna, Despentes scrive: «Per un uomo non amare le donne è l’assetto di base. Per una donna, non amare gli uomini è patologico.»
Partendo dallo stupro di gruppo subito all’età di 17 anni, Despentes parla di come lei stessa ha processato l’accaduto negli anni e di come la società sminuisca e silenzi compulsivamente le donne vittime di violenze sessuali. Scrive: «dopo lo stupro, l’unica risposta considerata accettabile è rivoltare quella violenza all’interno, verso se stesse» e descrive lo stupro come «una guerra civile, un’organizzazione politica tramite la quale un genere dichiarata all’altro: ho totale potere su di te».
In merito al lavoro sessuale, Despentes parte dalla propria esperienza nell'ambito per sfatarne miti comuni, come il fatto che sia sempre imposta da altri e mai frutto di una libera scelta, che non esistano libere professioniste ma soltanto donne costrette a prostituirsi da altri uomini, o che sia pericoloso: fa, ad esempio, notare come siano proprio le relazioni eterosessuali normalizzate ad statisticamente più pericolose per la vita delle donne, a causa dell’alto numero di femminicidi per mano maschile.
L’autrice analizza nel dettaglio il rapporto tra censura e pornografia e riflette su chi siano le reali vittime dell’industria pornografica, se gli attori e le attrici o il pubblico che ne fa uso: la pornografia, afferma Despentes, è una prerogativa maschile, costruita per escludere totalmente il desiderio femminile se non quando viene prima passato sotto l’occhio del male gaze (sguardo maschile sessualizzante). Secondo l’autrice, l’industria pornografica gira l’orgasmo femminile contro le donne stesse, «facendoci sentire delle fallite se non raggiungiamo il climax. [...] Alla fine, siamo tutti schiavizzati, le nostre sessualità confiscate, politicizzate, normate».
Nell’epilogo, Despentes introduce il proprio ideale di rivoluzione femminista, inteso dall'autrice come un movimento che liberi uomini e donne dall’attuale sistema di standard sulla femminilità e la virilità e che sia «un’avventura collettiva, per uomini, donne e tutti gli altri.»

## Teatro
Nel 2014 una versione teatrale di King Kong Théorie è stata portata in scena dall'attrice francese Vanessa Larré. Protagoniste dello spettacolo sono tre donne molto diverse le une dalle altre, benché rappresentazioni delle varie personalità di una sola donna.

## Edizioni
- Virginie Despentes King Kong Théorie, Grasset, 2006
- Virginie Despentes, King Kong Théorie, Fandango, 2019